# Distretto di San Pedro (Ayacucho)
Il distretto di San Pedro è uno dei ventuno distretti della provincia di Lucanas, in Perù. Si trova nella regione di Ayacucho e si estende su una superficie di 733,03 chilometri quadrati.

Istituito il 16 dicembre 1907, ha per capitale la città di San Pedro; nel censimento del 2005 contava 3.268 abitanti.